# Proctophyllodes rubeculinus
Proctophyllodes rubeculinus är en spindeldjursart som först beskrevs av Koch 1941.  Proctophyllodes rubeculinus ingår i släktet Proctophyllodes, och familjen Proctophyllodidae. Arten är reproducerande i Sverige.